# TVI24
TVI24 foi a terceira estação noticiosa da televisão portuguesa concorrendo com a SIC Notícias e RTP3. No dia 22 de novembro de 2021, o canal terminou as suas emissões de forma definitiva, dando lugar à CNN Portugal.
As suas transmissões iniciaram a 26 de fevereiro de 2009 - dias depois do 16º aniversário da TVI -, na posição número sete da grelha da ZON TVCabo. Foi o primeiro canal fechado da TVI. Em 2010, estreou-se em três operadores no MEO (a 1 de setembro), na Vodafone (no final de setembro) e na Cabovisão (em dezembro). Em 2012, chegou à Optimus Clix.

## História da TVI24
Este foi um projeto desenvolvido para a televisão por cabo e é emitido na posição 7 das grelhas, no princípio, exclusivamente da ZON TVCabo, durante mais de um ano, e, como divulgado no dia 18 de Agosto de 2010, também do MEO, a partir do dia 1 de Setembro seguinte.
Em 2011, José Alberto Carvalho tornou-se diretor do canal e também diretor de informação de todo o universo TVI. Na sequência da sua entrada e de Judite Sousa (saiu da TVI em finais do ano de 2019), o canal de noticias da TVI sofreu um reformulação no dia 9 de janeiro de 2012, quando se torna mais competitivo perante as suas concorrentes diretas e afirma-se como o maior canal multimédia em Portugal.
Com a mudança, o canal deixou de ter os blocos noticiosos individualizados e passaram todos a denominar-se Notícias 24, à exceção dos programas Diário da Manhã, Discurso Direto, SOS24, 21ª Hora, 25ª Hora, 2ª Hora, Jornal da Uma e Jornal das 8 (estes dois últimos são emitidos em simultânea na TVI 24 e na TVI generalista), onde para além da atualização das noticias existe a componente de debate, interatividade e rubricas. Esta programação de blocos informativos  durou entre 2015 a 2020. Também entre 2015 a 2020 , a 21ª Hora foi o principal programa do canal informativo. No ar de segunda a sexta-feira, no comando do noticiário os jornalistas estiveram, José Alberto Carvalho, Pedro Pinto e Carla Moita. A partir do dia 20 de fevereiro de 2017, todos os blocos de notícias do canal passaram a ser emitidos a partir do renovado estúdio de informação do canal generalista. Em setembro de 2020, o canal é alvo de uma renovação de grafismo e do cenário dos noticiários acompanhada de uma mudança na direção de informação. A partir do mesmo mês, Noite 24 passa a ser o principal bloco informativo do canal, com a apresentação de Carla Moita e João Póvoa Marinheiro. Posteriormente, com a comemoração do 12° Aniversário, em fevereiro de 2021, a TVI24 é alvo de uma renovação de programação, que é apresentada a 25 de fevereiro de 2021.
A última emissão terminou às 20:45, tendo sido sucessida por uma montagem de vídeos de notícias emitidas pela TVI24.

## Ex-Jornalistas
- José Alberto Carvalho
- Ana Sofia Cardoso
- Lurdes Baeta
- Carla Moita
- Joaquim Sousa Martins
- Pedro Mourinho
- João Fernando Ramos
- João Póvoa Marinheiro
- Sara Pinto
- Judite de Sousa
- Henrique Garcia
- Pedro Pinto
- José Carlos Araújo
- Patrícia Matos
- Cristina Reyna
- Sara Sousa Pinto
- Pedro Carvalhas
- Carla Rodrigues
- Francisco David Ferreira
- Andreia Vale
- Laura Rávera
- Rita Rodrigues
- Henrique Mateus
- Andreia Palmeirim
- Catarina Cardoso
- Cláudia Lopes

## Programas

### Informação
- Diário da Manhã, em simultâneo com a TVI.
- Esta Manhã, em simultâneo com a TVI, com Nuno Eiró, Sara Sousa Pinto, Pedro Carvalhas, Iva Domingues e Susana Pinto.
- Notícias 24.
- Jornal 24.
- Jornal da Uma, em simultâneo com a TVI, com apresentação de João Fernando Ramos, Lurdes Baeta e Andreia Vale.
- Jornal das 8, em simultâneo com a TVI, com apresentação de José Alberto Carvalho, Pedro Mourinho e Sara Pinto.
- Tarde 24, de segunda a sexta-feira com Ana Sofia Cardoso.
- Noite 24, de segunda a sexta-feira com Carla Moita e João Póvoa Marinheiro.
- Hoje é Notícia, com Raquel Matos Cruz.
- Os Quatro, com Ana Sofia Cardoso.
- O Dilema, com Carla Moita e João Póvoa Marinheiro.
- Primeira Hora.
- A Lei da Bolha.
- A Culpa é dos Economistas.
- Contas Redondas.
- Emergência Nacional, com Miguel Fernandes.
- Global, com Paulo Portas, transmitido também ao domingo no Jornal das 8 da TVI.
- Circulatura do Quadrado, com José Pacheco Pereira, António Lobo Xavier e Ana Catarina Mendes.
- Observare, semanalmente com Filipe Caetano.
- Hora de Agir, com Marcos Pinto.

### Cultura
- Estúdio 24, em parceria Rádio Comercial.
- Todos Iguais, em simultâneo com a TVI.
- Autores.
- Ephemera, com José Pacheco Pereira.
- Entretantos.
- Cool Box, com Vítor Moura e Maria João Rosa.

### Documentário
- DOC24.

### Magazines
- GTI.
- Coisas do Comer, com Paulo Salvador.
- Mesa Nacional, com Paulo Salvador.
- Histórias que Contam, com José Carlos Araújo.
- País 24, com João Fernando Ramos.
- New in Town, com Maria João Rosa.

### Desporto
- Mais Bastidores.
- Desporto 24.
- Mais Transferências.
- Maisfutebol.
- Mais Ligas.

## Sistema de classificação
A RTP, a SIC a e TVI utilizam uma sinalização de emissão que foi criada a 20/02/2012, visando proporcionar aos consumidores de televisão um guia de escolha de programação adequada à sua idade e, aos educadores, uma orientação sobre o visionamento de programas. A presente versão do documento está em vigor desde 1 de julho de 2014. 
|  | Nível 1 - TODOS \| Programas destinados a todos os públicos. |  |  | Nível 2 - 10AP \| Programas destinados a espectadores com 10 ou mais anos de idade, sendo recomendável o aconselhamento por parte dos pais em caso de assistência por espectadores com menos de 10 anos de idade. |  |  | Nível 3 - 12AP \| Programas destinados a espectadores com 12 ou mais anos de idade, sendo recomendável o aconselhamento por parte dos pais em caso de assistência por espectadores com menos de 12 anos de idade. |  |  | Nível 4 - 16 \| Programas destinados a espectadores com 16 ou mais anos de idade. O conteúdo destes programas pode revelar-se suscetível de influir de modo negativo na formação da personalidade de crianças e adolescentes. |  |